# هاتون (آرکانزاس)
هاتون (به انگلیسی: Hatton) یک منطقهٔ مسکونی در ایالات متحده آمریکا است که در شهرستان پولک، آرکانزاس واقع شده‌است. هاتون ۳۶۳٫۹۴ متر بالاتر از سطح دریا واقع شده‌است.